# Марија Бакса
Марија Бакса (Осијек, 15. април 1946 — Београд, 14. новембар 2019) била је југословенска и српска филмска глумица. 

## Биографија
Бакса је популарност стекла током седамдесетих година двадесетог века тумачећи углавном слободније улоге. Каријеру је започела остварењем Боксери иду у рај режисера Бранка Человића, а потом је тумачила главну улогу у филму Млад и здрав као ружа Јоце Јовановића где је глумила заједно са Драганом Николићем. Дуго времена је живела и радила у Сједињеним Државама и Италији. У Италији је играла махом у еротским комедијама. У Риму се удала за предузетника Милојка Вељковића, са којим има и ћерку. Крајем 80-их посветила се архитектури, запоставивши глуму.

### Живот и рад
Још у раним двадесетим Марија Бакса својом нестварном лепотом, освојила је Београд, мушкарци су се увек окретали за њом. Међутим, са друге стране, она је важила за надмену и мистериозну жену, дакле права фатална дама. Поредили су је са Авом Гарднер или Катрин Денев. Сликала се за италијански часопис ,,Плејмен”, као и за америчко и италијанско издање ,,Плејбоја”. Новинари су настојали да створе неку врсту ривалитета између Марије Баксе и Бебе Лончар, још једне глумице из тог периода која је остала упамћена као једна од најлепших Југословенки шездесетих и седамдесетих година. На њихову жалост, нису успели. Иако су их често поредили Беба и Марија су биле два различита појма. Марија је била оличење фаталне жене, док је Беба била смернија. Неоспорно је да су обе глумице биле веома лепе, што им је једина заједничка особина. Седамдесетих година Марија Бакса се сели у Италију. Тамо је имала луксузни стан, и трговала антиквитетима, док јој је глума остала само љубав из млађих дана. Жеља да се врати у Београд јој се и остварила, вратила се и ту је и умрла.
Њен „римски период“ обележен је животом у монденским круговима, које је врло брзо и лако освојила својом појавом. Велики продуцент грчког порекла Овидије Асонитис у неколико наврата нудио јој је брак, али га је она упорно одбијала. Таблоиди су је доводили у везу с многим заводницима и звездама. Човек који је успео да освоји фаталну југословенску заводницу зове се Милојко Вељовић, бизнисмен. Марија је била у сретном браку с њим, и има ћерку Тариту. Она данас живи у Риму и бави се продајом антиквитета.
Логично је да је заводница попут Марије имала и пуно удварача. Увек су је доводили у везу са најпознатијим људима тог времена, које је упорно одбијала. Српски физичар др Богдан Маглић, признао је да је био у краткој вези са Маријом. Наиме, било је то у, за њега, веома тешком тренутку, када је његова каријера кренула низбрдо. Марија га је позвала код ње у Рим, а по речима др Маглића, тај кратак период са Маријом помогао му је да врати веру у себе и поново настави са својим истраживањима.

#### Филмска каријера
За Марију Баксу биле су резервисане контраверзне и слободније улоге. Управо су јој овакви филмови донијели славу. Филмску каријеру започела је у раним двадесетим, филмом ,,Сви боксери иду у рај”. Са покојним Драганом Николићем појавила се у главној улози у филму ,,Млад и здрав као ружа” што јој је донијело додатну популарност. Када се одселила у Италију, њена популарност није јењавала. Шта више, Италијани су је дочекали са одушевљењем, па је у овој земљи наставила филмску каријеру, очувавши статус секс бомбе.

### Занимљивост
Марија је била свесна своје лепоте, а мушкарце је заводила крупним зеленим очима, плавом косом и широким осмехом. Чим је крочила на јавну сцену постала је једна од миљеница читаве Југославије, а и дан данас се прича о њеној фаталности и мистериозности.
У Београд је својевремено долазио чувени фотограф Ангело Фронтони због Марије, а у њу је безнадежно био заљубљен и велики продуцент грчког порекла Овидије Асонитис. Овај Грк је неколико пута просио Баксу, која га је упорно одбијала.

## Филмографија
|                   | 1960 | 1970 | 1980 | Укупно |
| ----------------- | ---- | ---- | ---- | ------ |
| Дугометражни филм | 1    | 16   | 3    | 20     |
| ТВ серија         | 0    | 1    | 1    | 2      |
| Укупно            | 1    | 17   | 4    | 22     |

| Год.    | Назив                    | Улога \|- style="background: Lavender; text-align:center; " | 1960-те | 1960-те | 1960-те | 1960-те |
| 1967.   | Боксери иду у рај        | Ева                                                         |         |         |         |         |
| 1970-те |                          |                                                             |         |         |         |         |
| 1971.   | Млад и здрав као ружа    | /                                                           |         |         |         |         |
| 1971.   |                          |                                                             |         |         |         |         |
| 1972.   |                          | Донна                                                       |         |         |         |         |
| 1972.   |                          | Тебалда                                                     |         |         |         |         |
| 1972.   |                          | Маргаретха                                                  |         |         |         |         |
| 1972.   |                          | Наскарела                                                   |         |         |         |         |
| 1972.   | Фиамета                  |                                                             |         |         |         |         |
| 1973.   | Образ уз образ ТВ серија | Марија                                                      |         |         |         |         |
| 1973.   |                          |                                                             |         |         |         |         |
| 1976.   |                          | Мариа                                                       |         |         |         |         |
| 1977.   | Per amore di Poppea      | Попеа                                                       |         |         |         |         |
| 1978.   |                          | Вероникуе                                                   |         |         |         |         |
| 1978.   |                          | Емануела                                                    |         |         |         |         |
| 1978.   |                          | Кора Вениер                                                 |         |         |         |         |
| 1978.   |                          |                                                             |         |         |         |         |
| 1979.   |                          |                                                             |         |         |         |         |
| 1979.   |                          |                                                             |         |         |         |         |
| 1980-те |                          |                                                             |         |         |         |         |
| 1982.   | Киклоп                   | Вивијана                                                    |         |         |         |         |
| 1983.   | Киклоп ТВ серија         | Вивијана                                                    |         |         |         |         |
| 1984.   | Давитељ против давитеља  | Наталија                                                    |         |         |         |         |
| 1988.   |                          | /                                                           |         |         |         |         |